# Nerw łydkowy

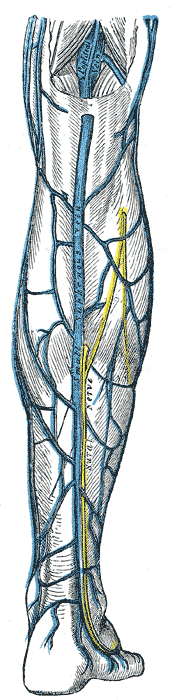
Nerw łydkowy

Nerw łydkowy (łac. nervus suralis) – w anatomii człowieka nerw skórny kończyny dolnej, powstający z połączenia gałęzi łączącej strzałkowej nerwu skórnego bocznego łydki (odgałęzienie nerwu strzałkowego wspólnego) oraz nerwu skórnego przyśrodkowego łydki (gałąź nerwu piszczelowego). 
Rozpoczyna się na dolnej trzeciej części tylnej strony goleni, gdzie nerw skórny przyśrodkowy łydki, biegnący w dół na powierzchni zewnętrznej mięśnia brzuchatego łydki i bocznie od żyły odstrzałkowej, przebija powięź goleni i łączy się z gałęzią łączącą strzałkową. Biegnie dalej w dół w okolicy bocznego brzegu ścięgna Achillesa. Owija się za kostką boczną i przechodzi na stopę jako nerw skórny grzbietowy boczny (nervus cutaneus dorsalis lateralis), kończąc się w skórze bocznego brzegu stopy i palca piątego. 
Unerwia za pośrednictwem gałęzi piętowych bocznych (rami calcanei laterales) tylną i boczną powierzchnię skóry pięty, swoim końcowym odcinkiem (nerwem skórnym grzbietowym bocznym) skórę brzegu bocznego stopu i palca piątego, a gałęziami stawowymi (rami articulares) tylne części stawów skokowo-goleniowego i skokowo-piętowego oraz więzozrost piszczelowo-strzałkowy.